# Eocuma cadenati
Eocuma cadenati är en kräftdjursart som beskrevs av Fage 1950. Eocuma cadenati ingår i släktet Eocuma och familjen Bodotriidae. Inga underarter finns listade i Catalogue of Life.